# دانيال خيمينيز (ملاكم)
دانيال خيمينيز (بالإنجليزية: Daniel Jiménez)‏ (21 نوفمبر 1969 ببورتوريكو في الولايات المتحدة - ) هو ملاكم أمريكي، صنّف ضمن فئة وزن البانتام ‏.

## إحصائيات
خاض خلال مسيرته 45 نزالا، فاز في 30 وتعادل في 1 وخسر في 13. فاز بالضربة القاضية في 15 نزالا.

## روابط خارجية
- دانيال خيمينيز على موقع بوكس ريك (الإنجليزية) (registration required)